# Istoria echipei Bayern München
Echipa a fost fondată in 1900 de membrii unui club de gimnastică din München. În 1932 a câștigat primul campionat german, învingând Eintracht Frankfurt cu 2-0 în finală. După Al Doilea Război Mondial a promovat în prima divizie (Oberliga Süd). După o retrogradare și o nouă promovare, Bayern München a câștigat Cupa Germaniei, învingând cu 1-0 Fortuna Düsseldorf. După această victorie, echipa a intrat în perioada de aur, la care au participat Franz Beckenbauer, Gerd Müller și Sepp Maier. Prin această lungă dezvoltare, Bayern München a ajuns ceea ce este astăzi.
Logo vechi
Franz Beckenbauer și-a făcut debutul în Regionalliga Süd și a câștigat primul meci cu FC St. Pauli la 6 iunie 1964. În anul următor, echipa FC Bayern a promovat în prima ligă și a câștigat cu clubul Cupa Germaniei și foarte multe cupe europene, la fel ca la echipa națională, unde nu a lipsit de la mondialele și europenele importante pentru țară.